# Serixia ranauensis
Serixia ranauensis là một loài bọ cánh cứng trong họ Cerambycidae.